# Josh Appelbaum

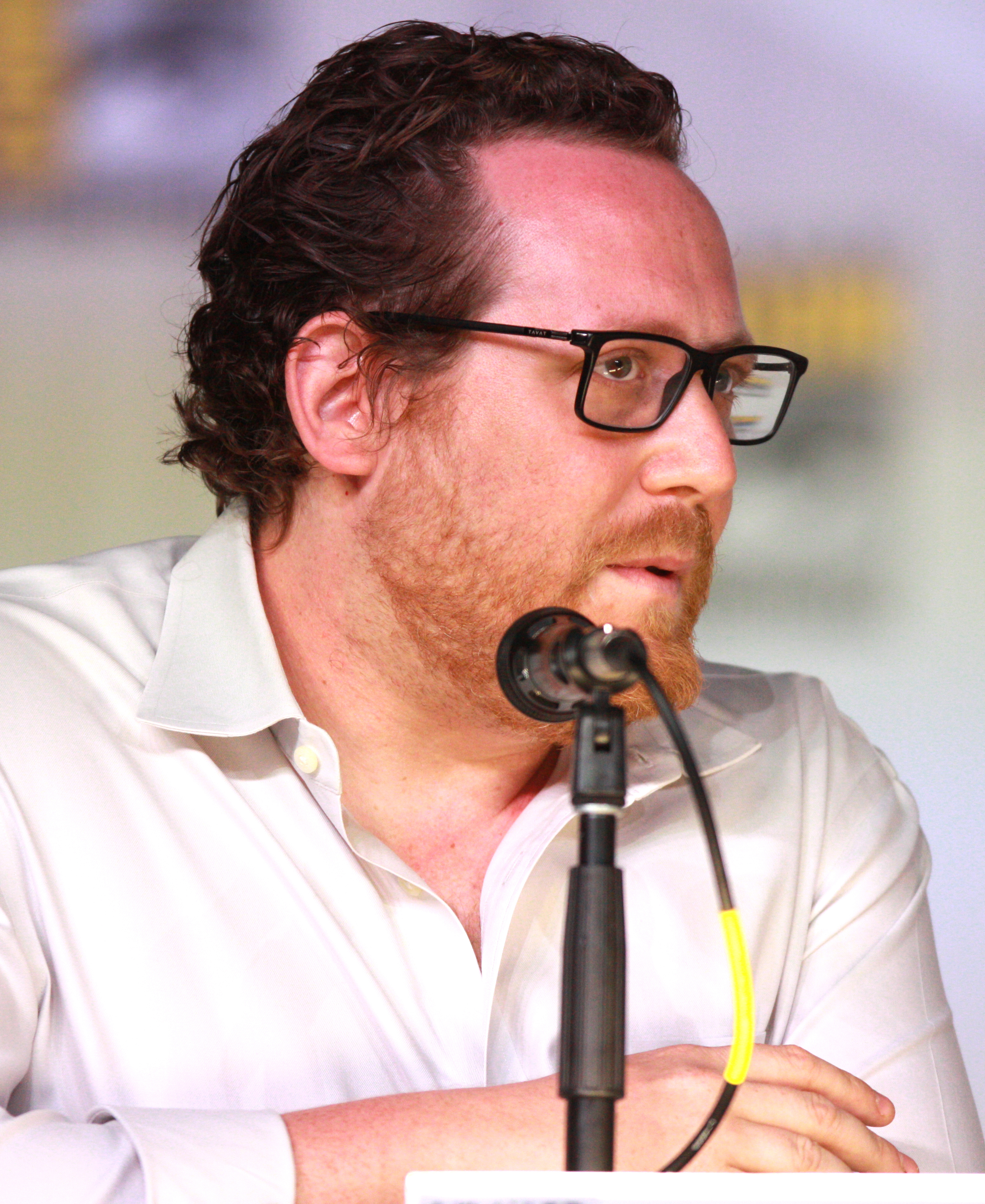
Appelbaum bei der San Diego Comic-Con International 2013

Josh Appelbaum  (* in den USA) ist ein US-amerikanischer Drehbuchautor, Showrunner, Fernseh- und Filmproduzent.

## Biografie
Appelbaum entstammt einer jüdischen Familie. Er besuchte die Riverdale Country School mit seinem langjährigen Schreib- und Produktionspartner André Nemec. Anschließend besuchte er die Tisch School for the Arts der New York University, die er mit dem Abschluss Bachelor of Arts absolvierte.
Appelbaum hat für Serien wie Life on Mars, October Road und die Serie Happy Town geschrieben. Er war auch Coproduzent und Drehbuchautor für Filme wie Mission: Impossible – Phantom Protokoll. Er arbeitet häufig mit einer engen Gruppe von Filmprofis zusammen, zu denen J. J. Abrams, Damon Lindelof, Adam Horowitz, Alex Kurtzman, Roberto Orci, Edward Kitsis, André Nemec, Jeff Pinkner und Bryan Burk gehören.
Im Jahr 2005 unterzeichneten Appelbaum und Andre Nemec über Space Floor Television einen Vertrag mit Touchstone Television.

## Auszeichnungen
- 2015: Goldene Himbeere für das „Schlechteste Drehbuch“ für Teenage Mutant Ninja Turtles

## Filmografie (Auswahl)

### Filme
- 2011: Mission: Impossible – Phantom Protokoll (Mission: Impossible: Ghost Protocol, auch Co-Produzent)
- 2014: Teenage Mutant Ninja Turtles
- 2015: Project Almanac
- 2016: Teenage Mutant Ninja Turtles: Out of the Shadows (auch Executive Producer)
- 2019: Willkommen im Wunder Park (Wonder Park, auch Produzent)
- 2021: Tom Clancy’s Gnadenlos (Tom Clancy’s Without Remorse, auch Produzent)
- 2025: Heads of State

### Serien
- 1998: Martial Law – Der Karate-Cop (Martial Law, Episode 1x06)
- 1999: Profiler (Episode 3x14)
- 1999–2000: Allein gegen die Zukunft (Early Edition, 2 Episoden)
- 2001–2002: Going to California (3 Episoden)
- 2002: The Chronicle (Episode 1x15)
- 2002: She Spies – Drei Ladies Undercover (She Spies, 2 Episoden, auch Produzent)
- 2002–2003: Fastlane (4 Episoden Drehbuch, 21 Episoden Produzent)
- 2003–2005: Alias – Die Agentin (Alias, 7 Episoden, auch Executive Producer)
- 2007–2008: October Road (Schöpfer, 7 Episoden Drehbuch, auch Executive Producer)
- 2008: Samurai Girl (Executive Producer)
- 2008–2009: Life on Mars (Schöpfer, Episode 1x01 Drehbuch, auch Executive Producer)
- 2010: Happy Town (Schöpfer, 2 Episoden Drehbuch, auch Executive Producer)
- 2014: Star-Crossed (Executive Producer)
- 2015–2017: Zoo (Schöpfer, Episode 1x01 Drehbuch, auch Executive Producer)
- 2018: Everything Sucks! (Executive Producer)
- 2018: Origin (Executive Producer)
- 2023: Citadel (Fernsehserie)